# Studenci
Studenci so mestna četrt mestne občine Maribor. Sprva so bili samostojna vas pri Mariboru, ki je bila kasneje priključena mestu. Studenci imajo 7.641 prebivalcev. Vanjo spadajo tudi Damiševo naselje in Poljane ter Industrijska cona TVT-Maribor.
Pomembnejši objekti so Planet Tuš Maribor, Športni dom Studenci, Atletski stadion Poljane, Srednja prometna šola Maribor, Proizvodna hala podjetja M-Kaiser itd. Četrt oskrbujeta železniška postaja Maribor Studenci in postajališče Sokolska. 
Ime Studenci nakazuje, da je kraj dobil ime po številnih studencih oz. izvirih, ki jih je ob desnem bregu reke Drave veliko. 

## Znamenitosti na Studencih
- Jožefova cerkev
- Jožefov studenec
- Koroški most
- Studenški gozd
- Studenška brv